# Emilia Calderazzi
Emilia Calderazzi (Novara, 1847 - Milà, 1907) fou una soprano italiana. Va debutar el 1880 a la Nazionale di Genova com a Isabella a Roberto il Diavolo.